# Benjamin Eugène Fichel
Benjamin Eugène Fichel né à Paris le 30 août 1826 et mort dans la même ville le 1er février 1895 est un peintre français.

## Biographie
Benjamin Eugène Fichel est le fils de Moïse Mayer Fichel et de Lili Abigaïl Sasias. Il entre à École des beaux-arts de Paris le 27 septembre 1841, où il est élève de Paul Delaroche et de Michel Martin Drolling.
Il débute au Salon de 1849 et obtient une médaille de 3e classe en 1857, avec un rappel en 1861. Il gagne une nouvelle médaille en 1869 et il expose au Salon jusqu'en 1895. Benjamin Eugène Fichel est un peintre de genre et de portraits. Ses étudiants ont inclus Jeanne Samson, qui a d'abord exposé au Salon en 1869, et qu'il a épousé.
Ses scènes de genre dénotent l'influence d'Ernest Meissonier, dont il a copié des tableaux. Il représente d'aimables anecdotes à la manière des peintres hollandais des XVIIe et XVIIIe siècles. Ce type de peintures a séduit ses contemporains par sa fermeté d'exécution et la qualité des expressions physionomiques.
Il est nommé chevalier de la Légion d'honneur en 1870.

## Œuvres

### Œuvres exposées au Salon
- Sainte Famille, Salon de 1849.

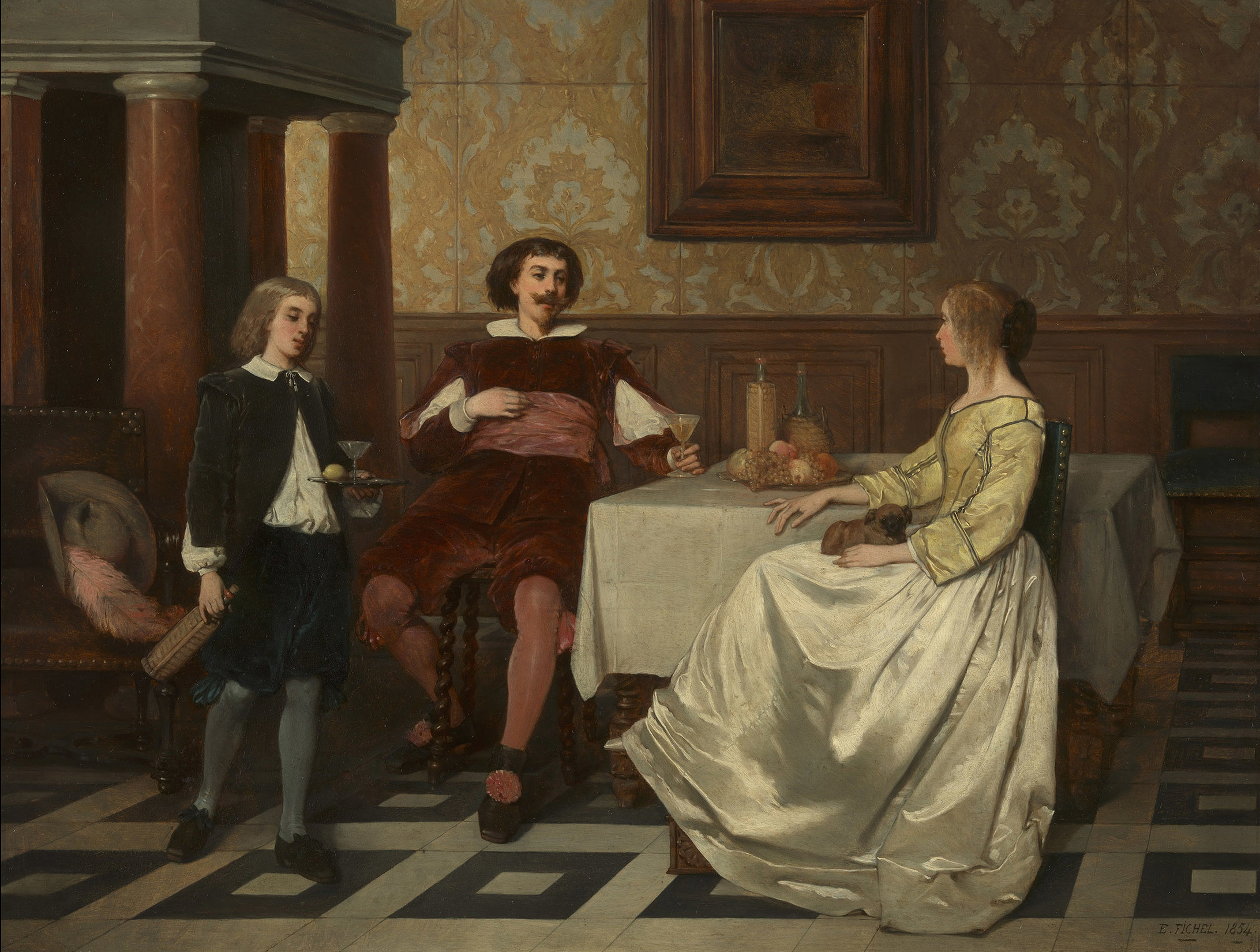
Le Déjeuner (1854), Royal Collection.

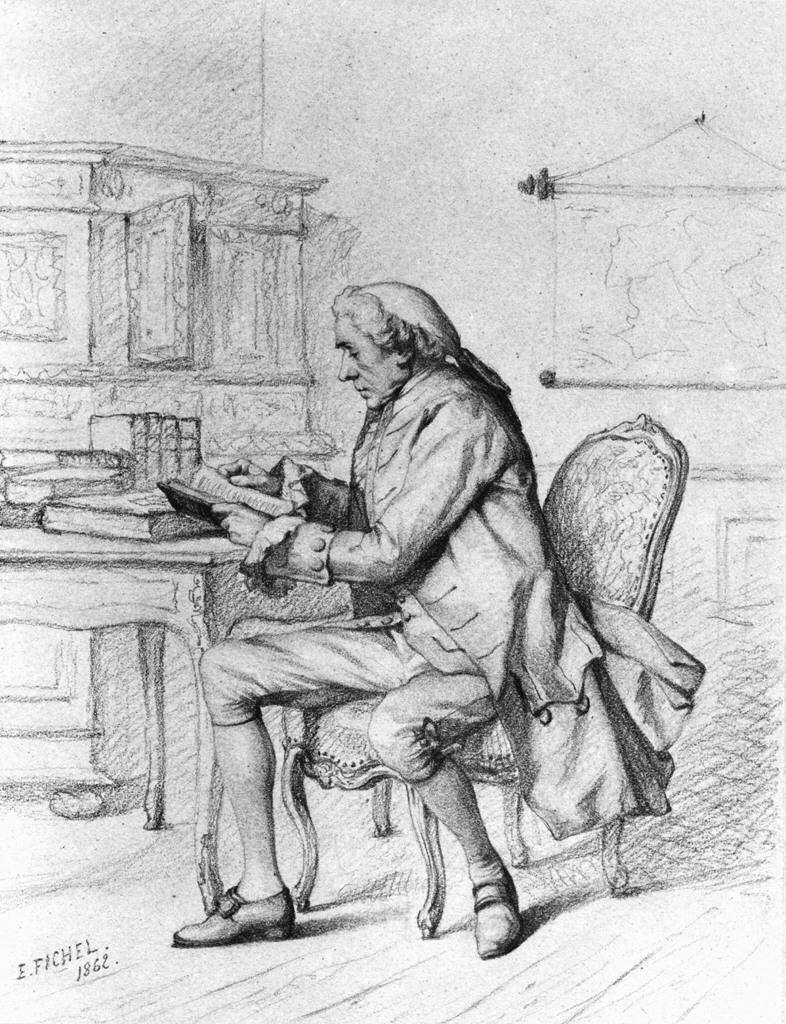
Un bibliophile (1862), Baltimore, Walters Art Museum.

- Portrait du Hadji-Add-Hamid Bey, Salon de 1849.
- Portrait de M. L…, Salon de 1849.
- Guillaume Harvey, prouvant la circulation du sang à Charles Ier, roi d'Angleterre, Salon de 1850.
- Le Peseur d'or, Salon de 1852.
- La Toilette, Salon de 1853, Dijon, musée des Beaux-Arts.
- Le Café, Salon de 1853.
- Le Lever, Salon de 1853.
- Une matinée intime, Salon de 1855.
- Une collation, Salon de 1855.
- Une matinée dramatique, Salon de 1857.
- La Partie d'échecs, Salon de 1857.
- La bonne aventure, Salon de 1857.
- Portrait de Mme P…,Salon de 1857.
- Portrait de Mme C…, Salon de 1857.
- Des amateurs dans un atelier de peintre, Salon de 1859.
- Un café de province au XVIIIe siècle, Salon de 1859.
- Une Bibliothèque d'estampes, Salon de 1859.
- Un fumeur, Salon de 1859.
- Un gentilhomme de garde, Salon de 1859.
- Le Déjeuner, Salon de 1859.
- Portrait de Monsieur Louis Monrose de la Comédie-Française, Salon de 1859.
- Les Noces de Gamaches, Salon de 1861.
- La première leçon d'armes, Salon de 1861.
- Chanteurs ambulants dans un cabaret, Salon de 1861.
- Baptême de Mlle Clairon, Salon de 1861.
- Portrait de M. Fichel, père, Salon de 1861.
- L'Arrivée à l'auberge au XVIIIe siècle, Salon de 1863, Paris, musée d'Orsay[6].
- Un coin de bibliothèque, Salon de 1863.
- Une partie animée, Salon de 1863.
- Une tabagie, Salon de 1864.
- L'Audience du ministre, Salon de 1864.
- L'Empereur Napoléon Ier combinant des manœuvres, Salon de 1865, château de Compiègne.
- Le Général Bonaparte rendant à Eugène de Beauharnais l'épée de son père, Salon de 1865.
- Diderot et le neveu de Rameau, au café de la Régence, Salon de 1866.
- Le Colporteur, Salon de 1866.
- « Ouvrez au nom du roi ! », Salon de 1867.
- Amateurs chez un peintre, Salon de 1867.
- Un corps de garde, Salon de 1868.
- Joueurs d'échecs, Salon de 1868.
- La Nuit du 24 août 1572, avant le massacre, Salon de 1869.
- Le Fou qui vend la sagesse, Salon de 1869.
- Une galerie de tableaux, Salon de 1870.
- Un quatuor, Salon de 1870.
- Fondation de l'Académie française (1635), Salon de 1872.
- Réception chez le prince, Salon de 1872.
- Les grandes entrées, Salon de 1873.
- Buffon, Salon de 1873.
- La Forge de Louis XVI, Salon de 1874.
- Un corps de garde, Salon de 1874.
- Musiciens, Salon de 1874.
- Le Départ du coche, Salon de 1875.
- Une fête foraine en 1776, Salon de 1876.
- Le Cabaret de Ramponneau, Salon de 1877.
- À l'hôtel Drouot, Salon de 1877.
- Soldats et grisettes, Salon de 1878.
- Le Savetier et le financier, Salon de 1878.
- Le Neveu du curé, Salon de 1879.
- La dernière acquisition du maître, Salon de 1879.
- Un café, Salon de 1880.
- La Signature du contrat, Salon de 1880.
- Chez le tailleur, Salon de 1881.
- La Carte à payer, Salon de 1881.
- La Fin du dîner, Salon de 1882.
- Le dernier coup de dés, Salon de 1882.

### Autres œuvres
- Le Déjeuner, 1854, huile sur panneau, 40 × 52 cm, Royal Collection (Royaume-Uni).
- Concert dans le parc, 1854, huile sur toile, 56 × 46 cm, localisation inconnue.
- Dans l'atelier, 1857, huile sur panneau, 15 × 12 cm, São Paulo, Ema Gordon Klabin Cultural Foundation (en) (Brésil).
- Le visiteur attendu, 1860, huile sur panneau, 22 × 46 cm, cachet du fabricant de panneau à Paris au dos, localisation inconnue.
- Le Violoniste, 1860, huile sur panneau, 22 × 16 cm, musée d'Amsterdam (Pays-Bas).
- Portrait de Mme Palmyre Bordier, 1870, huile sur panneau, 15 × 20 cm, collection privée, Amsterdam (Pays-Bas).
- Les Amateurs, 1871, huile sur panneau, 24 × 16 cm, localisation inconnue.
- Les Connaisseurs d'art, 1871, huile sur panneau, 22 × 16 cm, localisation inconnue.
- Nu au paravent, huile sur panneau, 33 × 21 cm, localisation inconnue.
- Scène de taverne, Huile sur panneau 27,0 × 21,5 cm, signée en bas à gauche, localisation inconnue.
- Le fumeur de pipe, 1880, aquarelle, 35 × 25 cm, localisation inconnue.

Œuvres de Benjamin Eugène Fichel
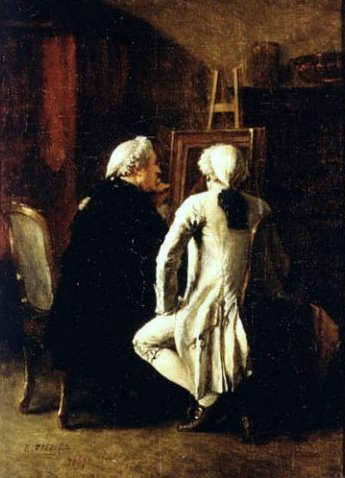
Dans l'atelier (1857), São Paulo, Ema Gordon Klabin Cultural Foundation (en).
Madame P. (1857), Williamstown, Clark Art Institute.
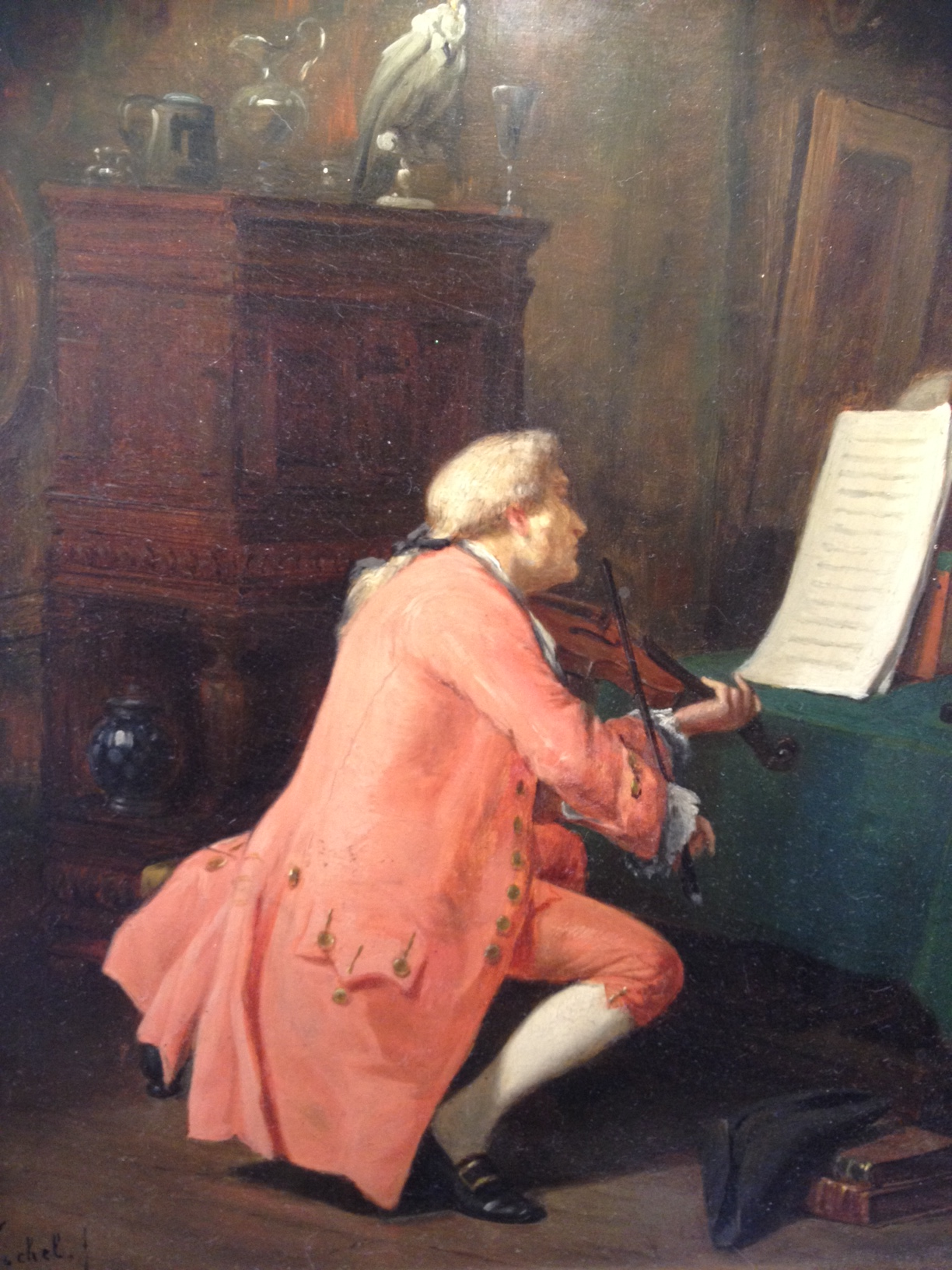
Le Violoniste (1860), musée d'Amsterdam.
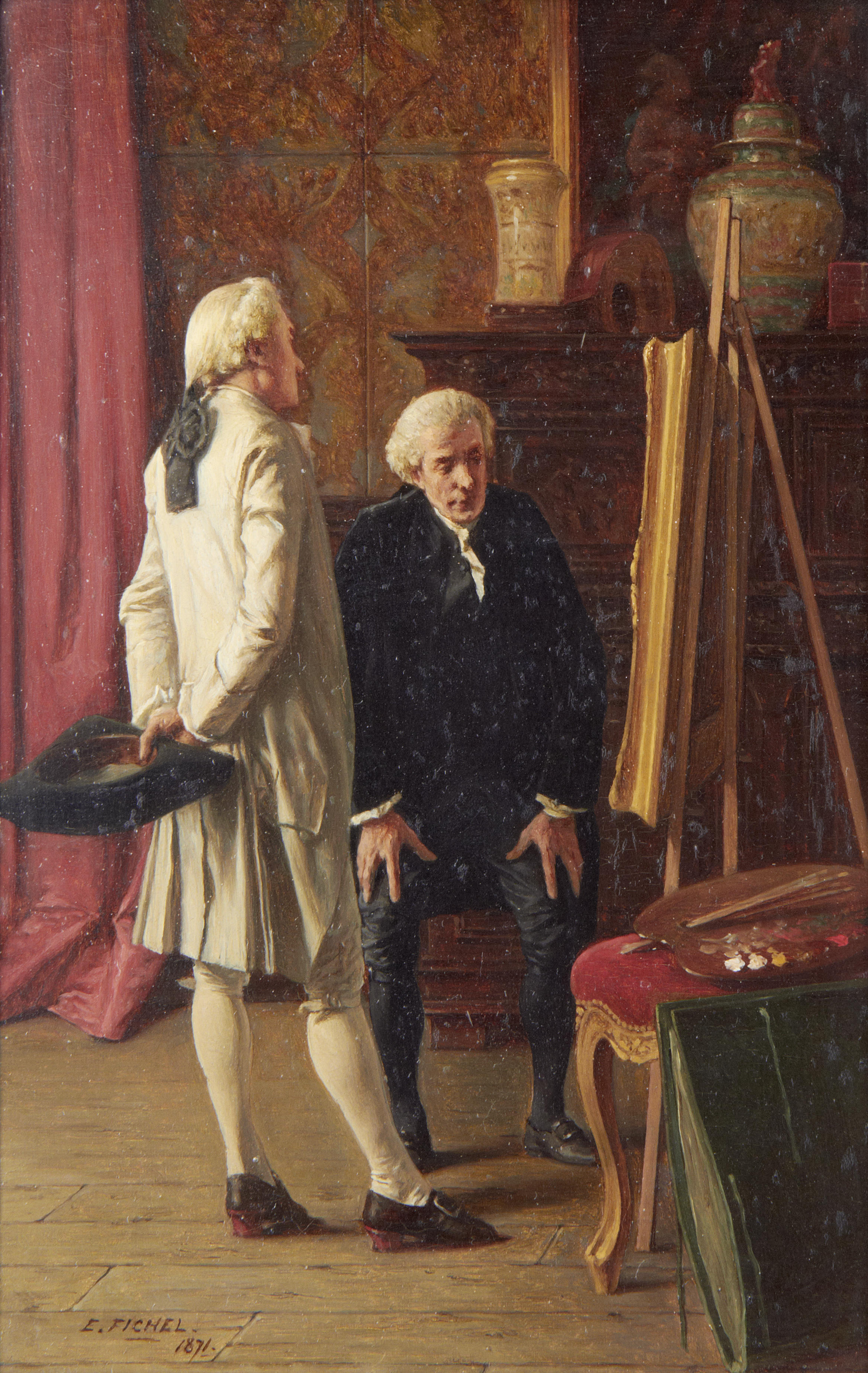
Les Amateurs (1871), localisation inconnue.
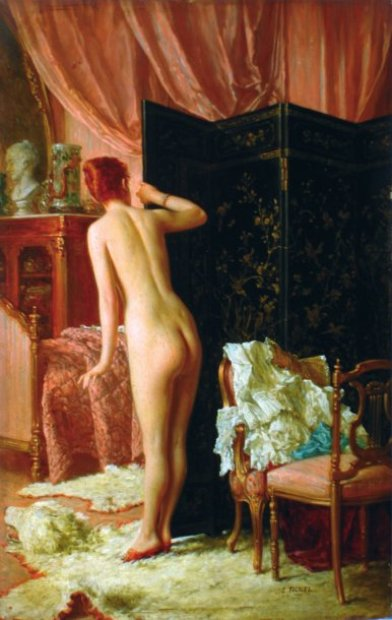
Nu au paravent, localisation inconnue.
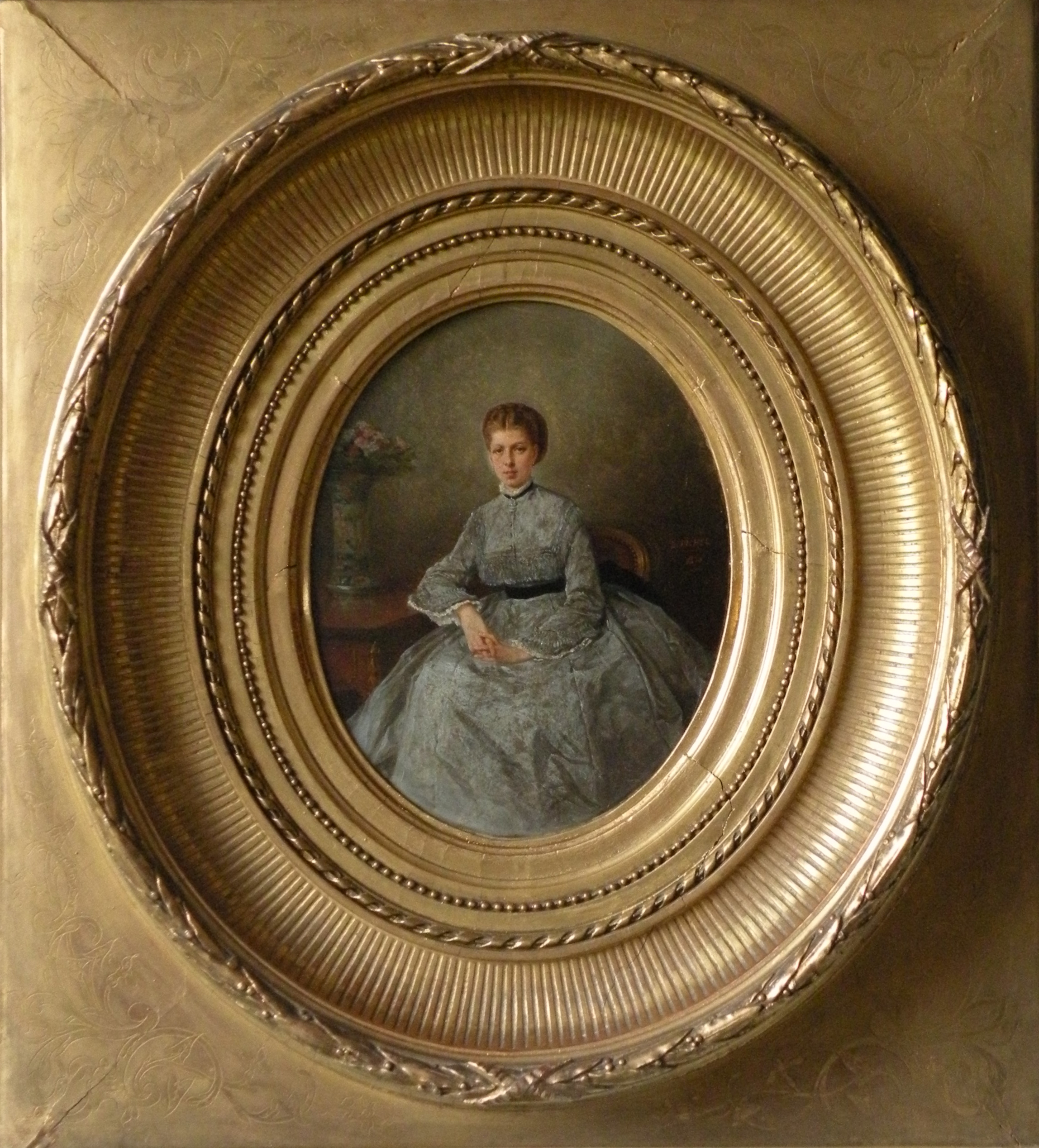
Portrait de Mme. Palmyre Bordier, 1870. Collection Privée, Amsterdam, Pays-Bas.